# Саттон, Томас
Томас Саттон (англ. Thomas Sutton) — английский врач, один из первых описавший в 1813 болезнь Delirium tremens, связанной с чрезмерным употреблением алкогольных напитков.

## Биография
Томас Саттон родился в Стаффордшире, Англия, около 1767 года. Начал изучение медицины в Лондоне, продолжил в Эдинбурге, наконец получив докторскую степень в Лейдене, Нидерланды, в  1787 году.
После службы военным врачом, переехал в Гринвич, где и умер в 1837 году.

## Delirium tremens
Во времена Томаса Саттона помрачение сознания, лихорадку, а также буйство пациента продолжали объяснять френитом — воспалением головного мозга. Но в своей практике врач столкнулся с формой френита, которая не поддавалась традиционным методам лечения — не помогали кровопускания и самые сильные противовоспалительные. Самым эффективным способом был медикаментозный сон пациента, которого Саттон добивался с помощью опия. Отличительным симптомом данного вида помрачения был тремор, поэтому врач и назвал болезнь Delirium tremens — «Трясущееся помрачение», на русском языке известная также как «Белая горячка».

### Описание болезни данное Саттоном
В своей работе, Tracts on delirium tremens, on peritonitis, and on some other inflammatory affections, and on the gout, Томас Саттон так описывает симптомы заболевания:
Болезнь редко когда начинается внезапно, обычно за несколько дней до нее больной жалуется на плохое самочувствие, отсутствие аппетита, слабость и желает покоя. У него головная боль, иногда рвота, вид его производит впечатление хмурого и подавленного человека.
Также врач отмечает психомоторное возбуждение, доходящее до беспокойства. Тремор рук. Если такое состояние не проходит, то происходит спутанность сознания, бред, буйство, в следствии чего больного приходится держать. Зачастую болезнь заканчивается апоплексическим ударом, комой и смертью пациента.
Саттон пишет, что болезнь редко длится долго, от 3 дней до недели. Лучшее лекарство — сон.

## Основные труды
- Considerations regarding Pulmonary Consumption (1799)
- Practical Account of a Remittent Fever frequently occurring among the Troops in this Climate (1806)
- Tracts on Delirium Tremens, Peritonitis, and Gout (1813)
- Letters addressed to the Duke of York on Consumption (1814)